# Північний захід штату Сеара (мезорегіон)
Північний захід штату Сеара (порт. Mesorregião do Noroeste Cearense) — адміністративно-статистичний мезорегіон у Бразилії, входить у штат Сеара. Населення становить 1288 тис. осіб на 2006 рік. Займає площу 34 560,533 км². Густота населення — 37,3 ос./км².

## Склад мезорегіону
У мезорегіон входять наступні мікрорегіони:
1. Їбіапаба
2. Меруока
3. Кореау
4. Їпу
5. Санта-Кітерия
6. Собрал
7. Літорал-ді-Камосін-і-Акарау

| Бразилія | Це незавершена стаття з географії Бразилії. Ви можете допомогти проєкту, виправивши або дописавши її. |